# Son Ramon
Son Ramon és una possessió mallorquina, situada en el terme municipal de Lloseta.
Es tracta d'una altra possessió sortida de la segregació de l'antiga Aiamans. El topònim va aparèixer en el segle xvii. L'any 1697 era de Bartomeu Ramon. El 1752 era d'Elionor Mesquida casada amb el doctor Jaume Fàbregues. Les cases confrontaven amb "la placeta d'Aiamans". Tenia una tanca d'olivar anomenada sa Coma Vella, 12 quarterades més d'olivar, 6 quarterades dites ses Rotes, 4 quarterades dites lo Maiol, unes cases esbucades, un clos o corral i unes cases i clos contigu. A finals del segle xviii Marià Manuel Fàbregues va vendre diferents bocins de terra i les mateixes cases, que foren adquirides per Joan Baptista Alcover, natural d'Alaró i majoral de s'Estorell. En el seu interior s'hi ubica l'oratori del Cocó.